# Foniatrie

Animace funkce hlasivek

Foniatrie (z řeckého slova phoniatria) je lékařským oborem, který se zabývá vyšetřováním sdělovacích funkcí člověka, čímž jsou: lidský hlas, řeč a sluch, ale také léčbou jeho poruch a rehabilitací. Poruchy hlasu, sluchu či řeči mohou být vrozené, ale také získané, například záněty, úrazy, neurologickými, ale i jinými onemocněními. Obtíže mohou být nárazového, ale i déle trvajícího charakteru. K diagnóze hlasivkového onemocnění se dnes využívá vysoce akurátní techniky. Jedním z nejnovějších přístrojů tohoto typu je videolaryngostroboskopický přístroj, jenž umožňuje tvorbu obrázků či kazetových záznamů hlasivek, které si pacient po vyšetření může odnést domů. Foniatrie spadá mezi specializované obory otorinolaryngologie.

## Onemocnění způsobující poruchy hlasu
- Virové, bakteriální či plísňové záněty
- Alergie
- Úrazy
- Neurologická onemocnění
- Hormonální poruchy
- Psychická nerovnováha
- Pooperační stavy, např. částečné či úplné odstranění hrtanu kvůli nádoru
- Vrozené vývojové vady

## Onemocnění způsobující poruchy řeči

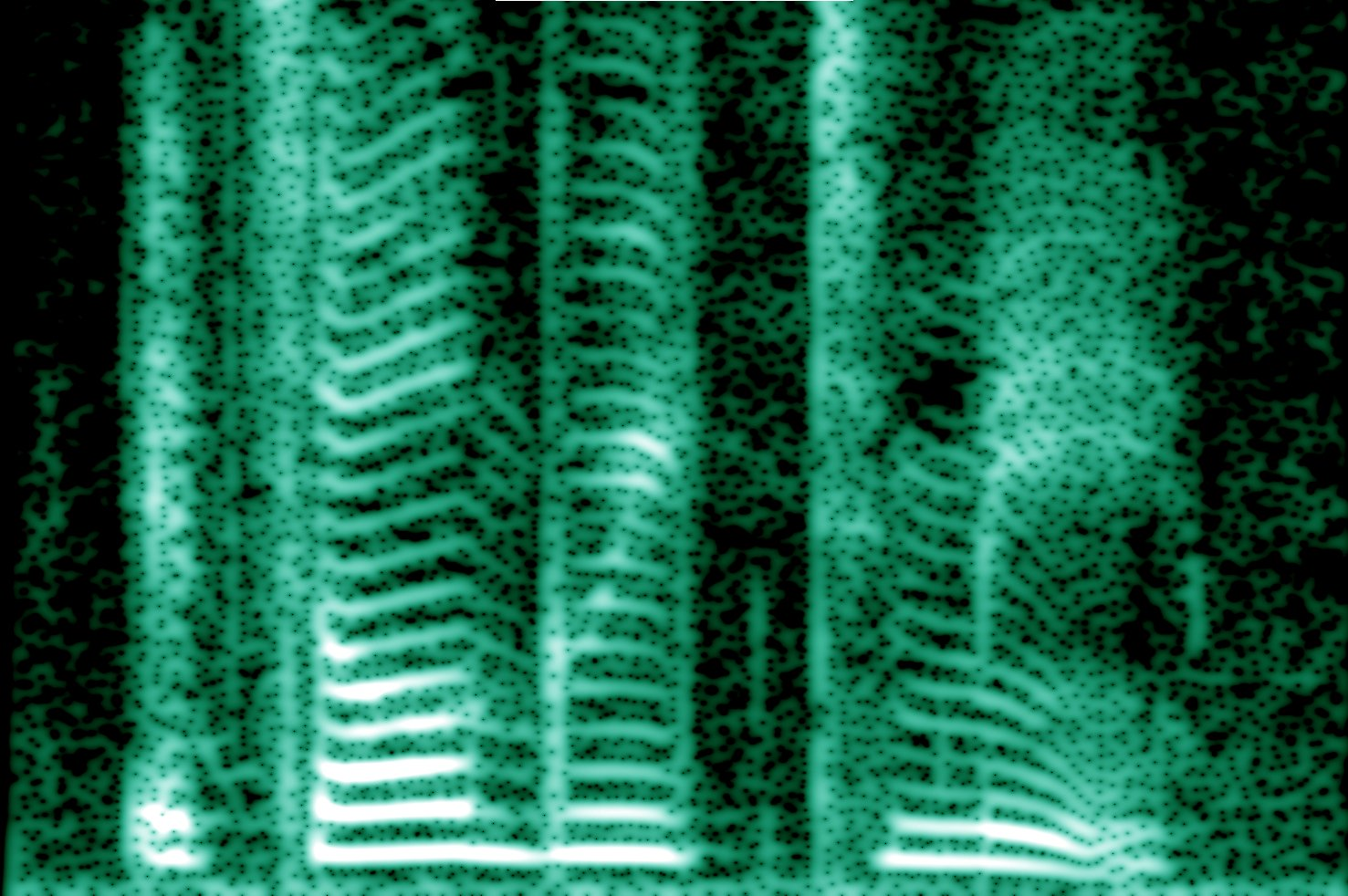
Spektrogram lidského hlasu

- Poruchy výslovnosti hlásek, a to jak u dětí, tak u dospělých, patlavost
- Vrozené vývojové poruchy řeči
- Poruchy řeči jako následek neurologických onemocnění, např. stavy po cévní mozkové příhodě
- Poúrazové poruchy řeči, např. po úrazu jazyka
- Vrozené vývojové vady
- Pooperační stavy - např. kvůli nádorovému onemocnění jazyka, nebo opět hrtanu

## Onemocnění způsobující poruchy sluchu
- Vrozené vývojové vady sluchu
- Virové, bakteriální či plísňové záněty
- Poúrazové poruchy sluchu
- Poruchy jako následek neurologického onemocnění
- Zhoršení sluchu ve spojitosti s věkem[3]